# Vignanello
Vignanello – miejscowość i gmina we Włoszech, w regionie Lacjum, w prowincji Viterbo.
Według danych na rok 2004 gminę zamieszkiwało 4705 osób, 235,2 os./km².